# Margarita Caffi

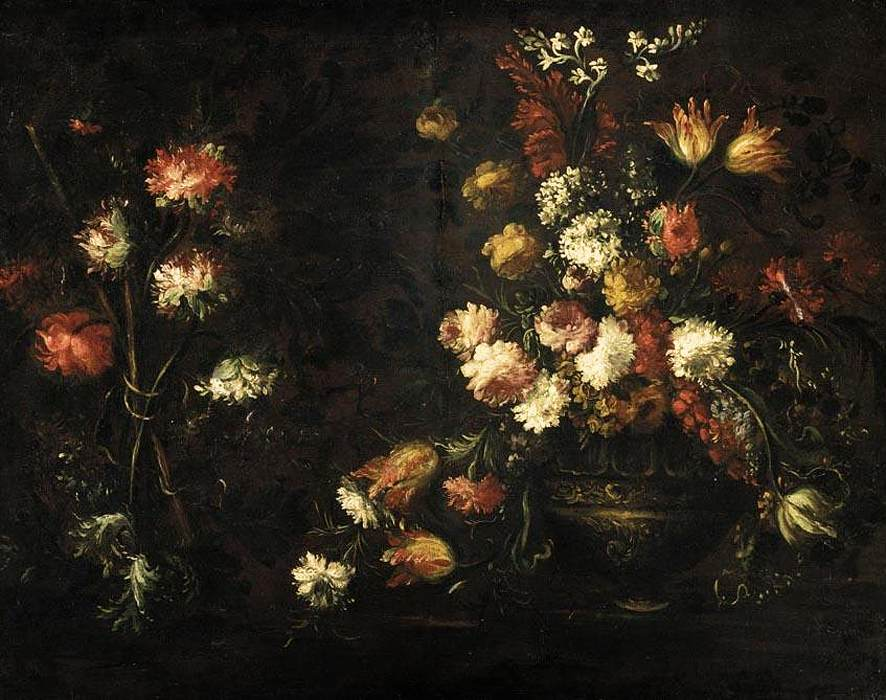
Bodegón con jarrón de flores, óleo sobre lienzo, 109 x 136 cm, colección privada.

Teresa Margherita Volò, conocida como Margherita Caffi, llamada en España Margarita Caffi (Milán, 26 de marzo de 1648-Milán, 20 de septiembre de 1710) fue una pintora barroca italiana especializada en la pintura de bodegones de flores y frutas. 

## Biografía
Son pocos los datos ciertos que se conocen de la biografía de esta pintora, a la que se creyó nacida en Vicenza, pues firma alguna obra como vicencina, aunque otras fuentes la hacían natural de Venecia, pues así se la encontraba mencionada en algunos inventarios. Hija primogénita de Vincenzo Volò, pintor de naturalezas muertas de origen francés, llamado «Vincenzino de'fiori» en el inventario de los bienes de Gaspar de Haro y Guzmán, y de Veronica Masoli, Margherita nació en Milán el 26 de marzo de 1648 y fue bautizada tres días más tarde en la parroquia de San Pedro. Dos hermanas menores, Francesca Vincenzina, nacida en 1650, y Giovanna Vincenzina, nacida en 1652, también fueron pintoras de flores. El 15 de octubre de 1667 contrajo matrimonio en Milán con otro pintor especializado en la pintura de flores, Ludovico Caffi, de quien tomó el apellido. El matrimonio se estableció en Cremona, pero en 1670 se vieron obligados a trasladarse a Piacenza, al verse envueltos el marido y un cuñado en un caso de homicidio. Desde finales de 1672 y hasta 1677, cuando se produce un hueco documental en los registros placentinos, es posible que residiesen en Bolonia, donde en 1675 bautizaron al sexto y último hijo del matrimonio.
Desarrolló su abundante actividad entre Lombardía y el Véneto, desde donde trabajó para los grandes duques de Toscana, Fernando II de Médici y su mujer Victoria della Rovere, los archiduques del Tirol y la corte española, siendo aquí muy estimada como demuestran las menciones en antiguos inventarios y la influencia ejercida sobre pintores como Bartolomé Pérez de la Dehesa, junto con las numerosas obras conservadas en museos y colecciones españolas: Museo del Prado, propietario de cuatro floreros atribuidos a la pintora, Real Academia de Bellas Artes de San Fernando y Fundación Santamarca, entre otras. 

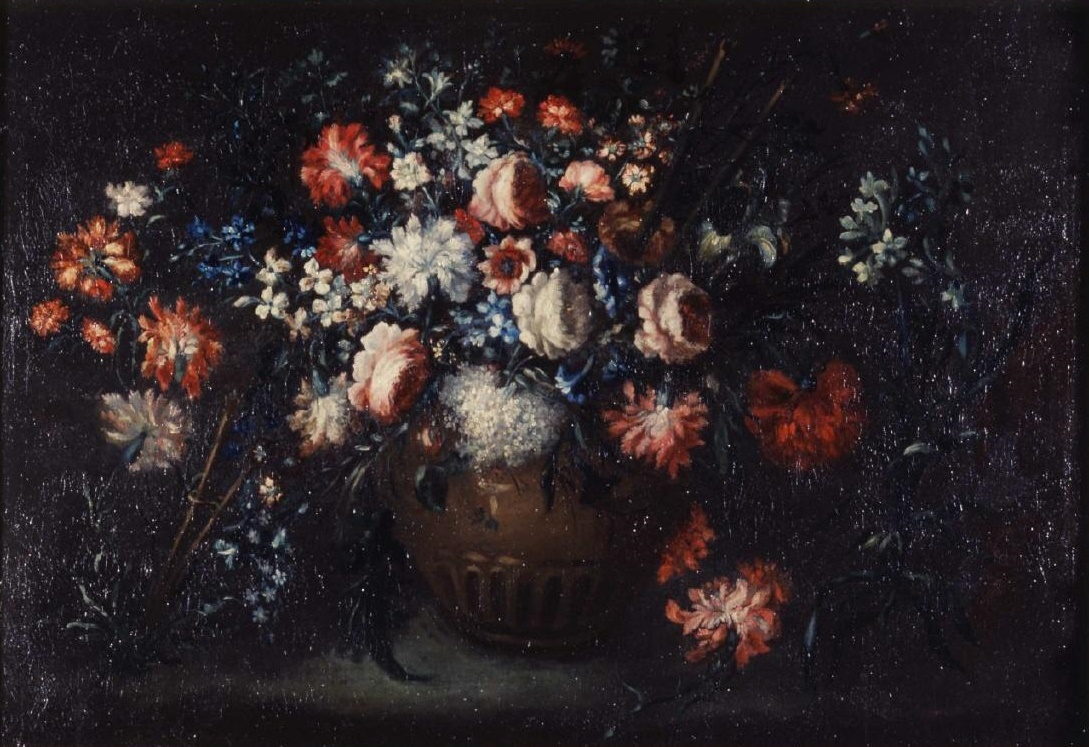
Jarrón con flores, óleo sobre lienzo, 85 x 120 cm, Madrid, Museo Cerralbo.

## Obras de Margarita Caffi en España
Jarrón con flores, óleo sobre lienzo de 85 x 120 cm, Madrid, Museo Cerralbo. Datable hacia 1670-1680, representa un gran ramo de flores rojas, blancas y azules en un jarrón, del que han caído dos claveles, junto a otro arreglo floral. Se trata de un ejemplo característico del tipo de bodegón de flores y guirnaldas practicado por Caffi, muy popular en determinados ambientes aunque menospreciado por los teóricos del arte que, conforme a la jerarquía de los géneros, ponían la representación de la figura humana en la cima del arte.

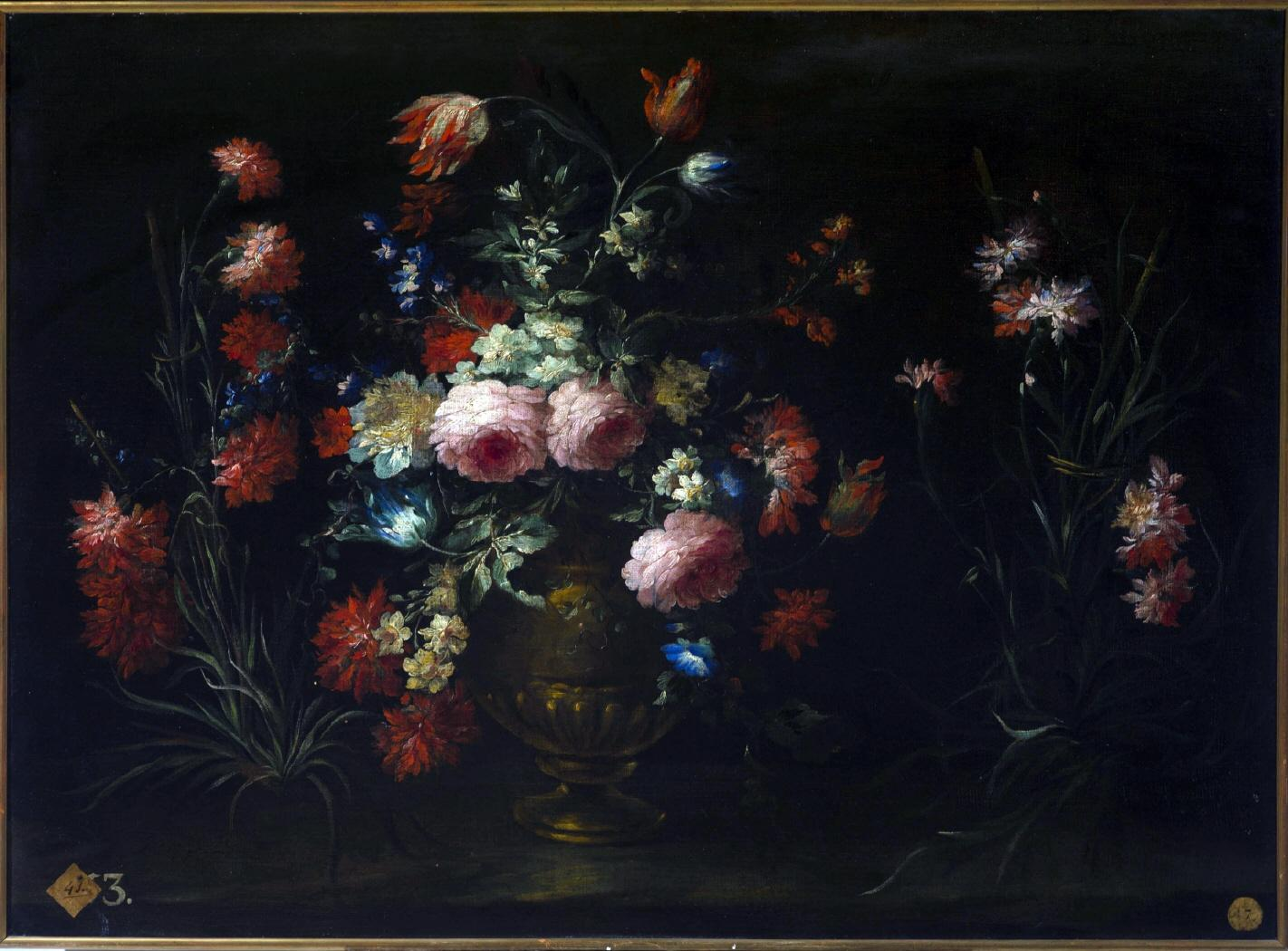
Florero. óleo sobre lienzo, 75 x 103 cm, Madrid, Museo de la Real Academia de Bellas Artes de San Fernando.

Florero, óleo sobre lienzo, 75 x 103 cm, Madrid, Real Academia de Bellas Artes de San Fernando. El museo de la Real Academia de Bellas Artes dispone de una pareja de floreros de similares características, firmado uno de ellos «Marg. Caffi F.». Procedentes de la colección de Manuel Godoy, muestran sendos jarrones de bronce desbordados de flores, entre las que se encuentran rosas, claveles y nardos.

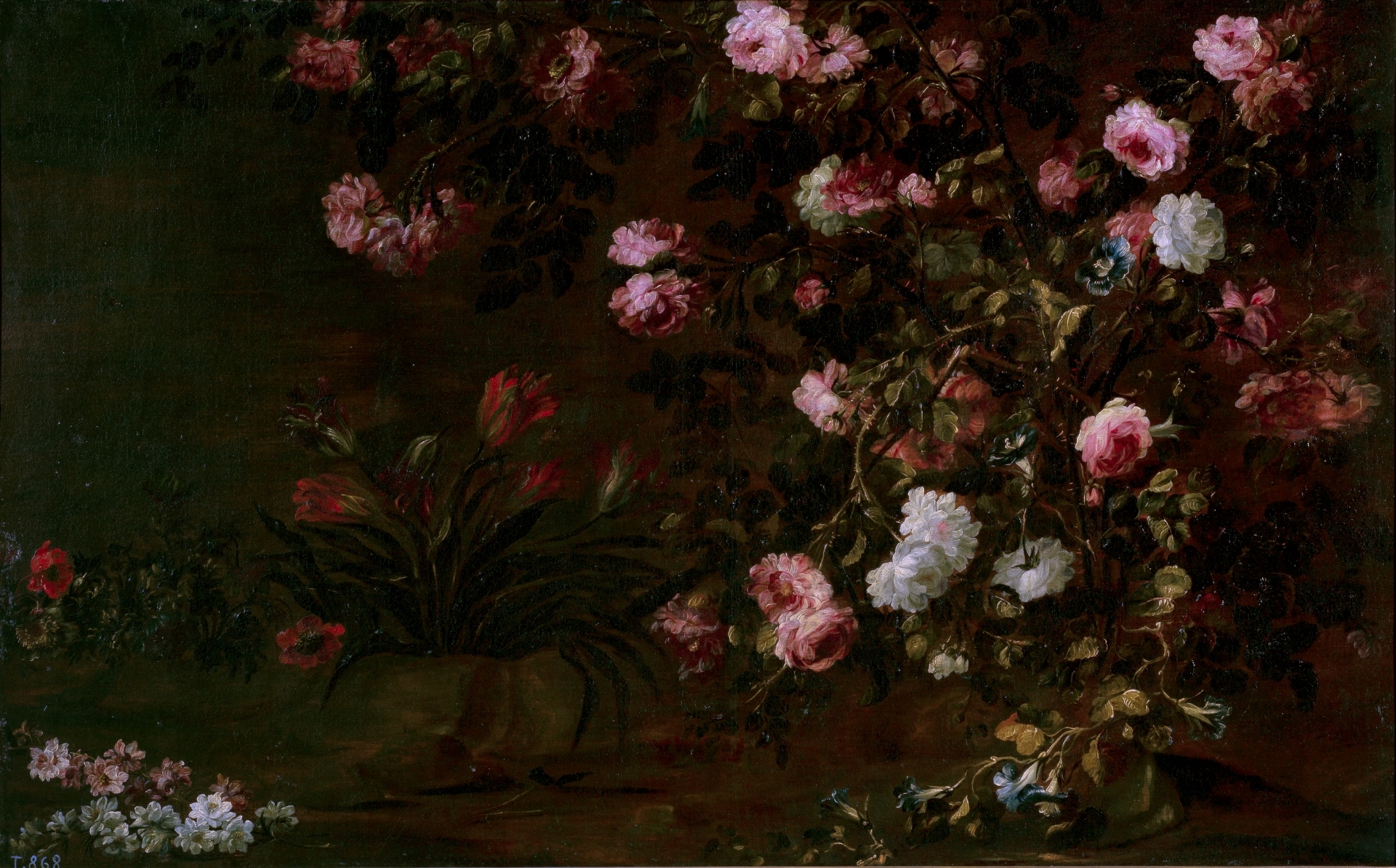
Rosal en flor, óleo sobre lienzo, 152 x 196 cm, Madrid, Museo del Prado.

Rosal en flor, óleo sobre lienzo, 152 x 196 cm, Madrid, Museo del Prado. Obra tradicionalmente atribuida a Bartolomé Pérez y por Alfonso E. Pérez Sánchez a Caffi, prescinde del soporte del jarrón y las flores —rosas y tulipanes— nacen directamente desde el suelo contra un fondo negro, recurso habitual en la pintora y raro en la pintura madrileña a la que pertenece Bartolomé Pérez.
Cestillo de flores (94 x 127 cm) y Florero (94 x 125,5 cm), pareja de óleos sobre lienzo conservados en la colección Santamarca de Madrid, el primero de ellos firmado «Margª Caf. F.»